# Пятнистая десмодема
Пятнистая десмодема (лат. Desmodema polystictum) — вид лучепёрых рыб из семейства вогмеровых. Представители вида распространены в тропических, субтропических и умеренных водах всех океанов. Максимальная длина тела 110 см.

## Описание
Тело длинное, сжато с боков, лентообразное. Высота тела постепенно снижается от головы к задней части и переходит в очень тонкий длинный хвост. Относительная длина хвоста возрастает по мере роста рыб. У мелких неполовозрелых особей длина от кончика рыла до анального отверстия составляет 2/3 стандартной длины тела, а у крупных взрослых особей снижается до 1/3. В верхней части первой жаберной дуги 2—3 жаберные тычинки, в нижней части 9—10 жаберных тычинок. Диаметр глаза превышает длину рыла. Нижний профиль тела не волнообразный. На вентральной стороне хвостовой части тела нет заострённых бугорков. В длинном спинном плавнике 120—128 мягких лучей. У молоди первые пять лучей удлинённые. Короткие грудные плавники с 12—14 мягкими лучами. Лучи брюшных плавников у молоди сильно удлинённые, у взрослых особей редуцируются. Хвостовой плавник маленький, направление лучей совпадает с направлением оси хвостового стебля. В верхней лопасти хвостового плавника 7—10 лучей; нижняя лопасть отсутствует. В боковой линии около 160 костных пластинок, каждая из которых с одной колючкой. Позвонков 71—74, из них 18—20 предорсальных и 37—42 преанальных. 

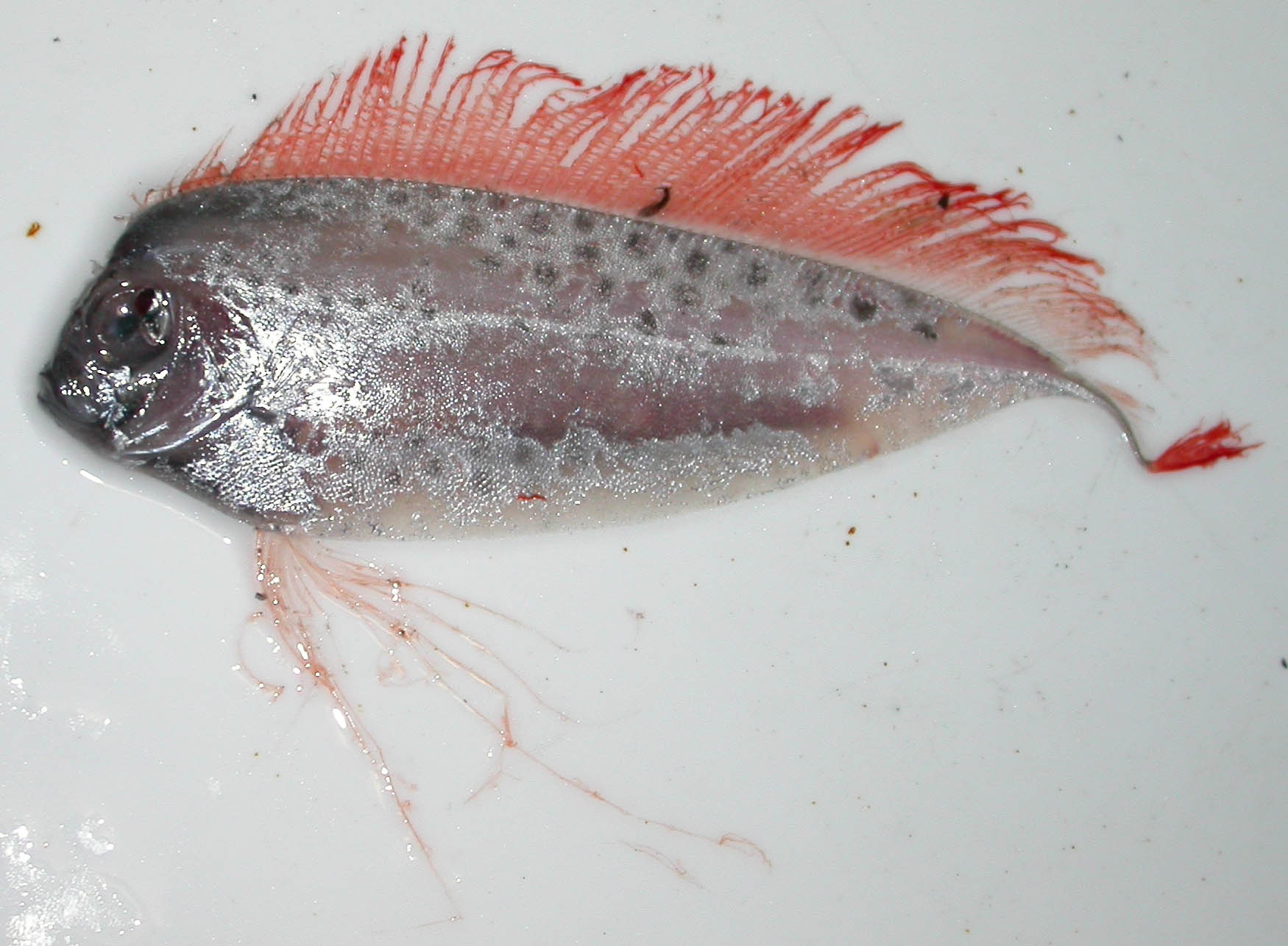

Неполовозрелые особи серебристого цвета с многочисленными крупными тёмными пятнами по бокам тела. У взрослых особей пятна становятся незаметными.
Максимальная длина тела 110 см, обычно до 100 см.

## Биология
Морские мезопелагические рыбы, обитают на глубине от 0 до 500 м. Питаются мелкими пелагическими рыбами, ракообразными, кальмарами и осьминогами.

## Ареал
Распространены в тропических, субтропических и умеренных водах всех океанов. Довольно редкие рыбы, поэтому известный ареал прерывистый, находки единичные. Западная часть Тихого океана: Япония, Тайвань, Филиппины, восточная Австралия, Новая Зеландия, Тасмания. Восточная Атлантика: Намибия, ЮАР. Западная Атлантика: Флорида, Куба. Индийский океан: Пакистан, Индия.